# Telamonia trochila
Telamonia trochila är en spindelart som först beskrevs av Carl Ludwig Doleschall 1859.  Telamonia trochila ingår i släktet Telamonia och familjen hoppspindlar. Inga underarter finns listade i Catalogue of Life.